# Гнезненська митрополія
Гнезненська митрополія — одна з 14 митрополій Римо-католицької церкви в Польщі. До її складу входять:
- Гнезненська архідієцезія
- Бидгоська дієцезія
- Влоцлавська дієцезія

| Прапор Польщі | Це незавершена стаття про Польщу. Ви можете допомогти проєкту, виправивши або дописавши її. |